# Jordà de Pisa
Jordà de Pisa   (Pisa, p. 1260 (Gregorià) - Piacenza, 16 d'agost de 1310 ↔ 21 d'agost de 1310) fou un frare dominic italià. És venerat com a beat per l'Església catòlica.

## Biografia
Era conegut també com a Giordano da Rivalta o da Rivalto, ja perquè provingués del poble de Rivalto, llogarret de Chianni (província de Pisa), ja perquè fos el nom de la seva família. Als vint anys ingressà a l'Orde de Sant Domènec i hi estudià teologia a Pisa, Bolonya i París. En tornar a Itàlia, fou professor de teologia als estudis dels dominics de Pisa des de 1287 i el 1289 a Perusa i el 1295 a Viterbo. El 1301 assistí al capítol general de l'orde a Colònia.
Entre 1303 i 1306 fou professor a Florència, on predicà a l'església de Santa Maria Novella. Hi predicà la quaresma a la catedral de Santa Maria del Fiore entre 1303 i 1305. Nomenat predicador general, va ensenyar eloqüència. El 1307 tornà a l'ensenyament, ara de la Sagrada Escriptura, a Pisa, i el 1311 fou enviat a ensenyar a París, a la Sorbona, però durant el viatge d'anada morí a Piacenza, el 19 d'agost del 1311. Fou sebollit a l'església dominica de Santa Caterina de Pisa.
Els seus sermons són els primers que es conserven en italià i l'autor va ésser-ne pioner en l'ús i un dels que contribuïren a establir la prosa italiana. L'estil n'és acurat i musical, però senzill i sense ornamentacions.Els seus sermons van tenir un impacte positiu en el públic florentí; insistia en la reforma de la moralitat i els costums i en la difusió de la doctrina de Tomàs d'Aquino.

## Veneració
Gregori XVI va aprovar el culte que se li retia des de la mort el 23 d'agost de 1833, i fou beatificat en 1838.